# Sitges
Sitges (ˈsidʒəs, katalanska för silos) är en spansk stad i Katalonien som ligger mellan Garraf-massivet och havet cirka 35 kilometer sydväst om Barcelona. Staden är känd för sina stränder, nattklubbar och historiska platser samt för sin filmfestival och karneval. 
Sitges konstnärliga anseende går tillbaka till det sena 1800-talet, när den spanska konstnären Santiago Rusiñol bodde där under sommarmånaderna. På 1960-talet blev staden ett centrum för det spanska fastlandets (då fortfarande under Francisco Francos diktatur) counterkultur och blev känd som "Ibiza i miniatyr". Numera är det en populär destination för homosexuella resenärer, eftersom det har blivit en av de mest gayvänliga platserna i världen.[källa behövs]
Idag är Sitges ekonomi byggd på turism och kultur och staden har mer än 4 500 hotellbäddar, varav hälften i fyrstjärniga hotell.
Nästan 35 procent av de cirka 26 000 bofasta invånare är från Nederländerna, Storbritannien, Frankrike och Skandinavien, och deras barn går i internationella skolor i området. Det finns 17 stränder. Sitges var också platsen för den Bilderbergkonferens som hölls i juni 2010.

## Fastigheter
Sitges kallas för Spaniens Saint-Tropez, med fastighetspriser som närmar sig de dyraste europeiska städerna. Den främsta orsaken till detta är läget vid havet och det omgivande Parc Natural del Garraf. Närheten till Barcelona-El Prats flygplats är också en stor fördel.

## Historia
Mänsklig närvaro i området har funnits sedan åtminstone neolitikum, och en iberisk bosättning från 300-talet. På 000-talet f.Kr. ingick det två separata byar, senare absorberade av romarna.
Under medeltiden byggdes ett slott i Sitges, ägt av biskopsstolen i Barcelona, som senare överläts åt den katalanske adelsmannen Mir Geribert (1041). På 1100-talet lydde staden under Sitgesfamiljen. År 1308 sålde Agnes i Sitges slottet till Bernat de Fonollar, efter vars död det övergick till välgörenhetsinstitutionen Pia Almoina, som det tillhörde fram till 1814.
År 1814 föddes Facundo Bacardi, grundare av den internationella rommärket Bacardi, i Sitges, innan han emigrerade till Kuba där han startade sitt företag.
Sitges ekonomi var mestadels baserad på vinproduktion tills högkonjunkturen på 1960-talet, varefter det blev en turistort.

## Karnevalen
I över ett sekel har Sitges firat nonstop - mellan månaderna februari och mars, enligt den liturgiska kalendern - Carnestoltes, eller karneval.
Festligheterna börjar på Dijous Gras ('fettorsdagen') med Arribo, kung Carnestoltes spektakulära ankomst. Från det ögonblick denna figur visas tills begravningen av sardin – sen eftermiddag på askonsdagen – pågår festligheterna kontinuerligt.
Folkdanser och xatonades (traditionell lokal sallad som serveras med blandade omeletter) är också kännetecknande karnevalselement. De två viktigaste ögonblicken är Rua de la Disbauxa, utsvävningsparaden, på söndag kväll och Rua de l'Extermini, utrotningsparaden, på tisdagskvällen.

## Huvudsakliga sevärdheter

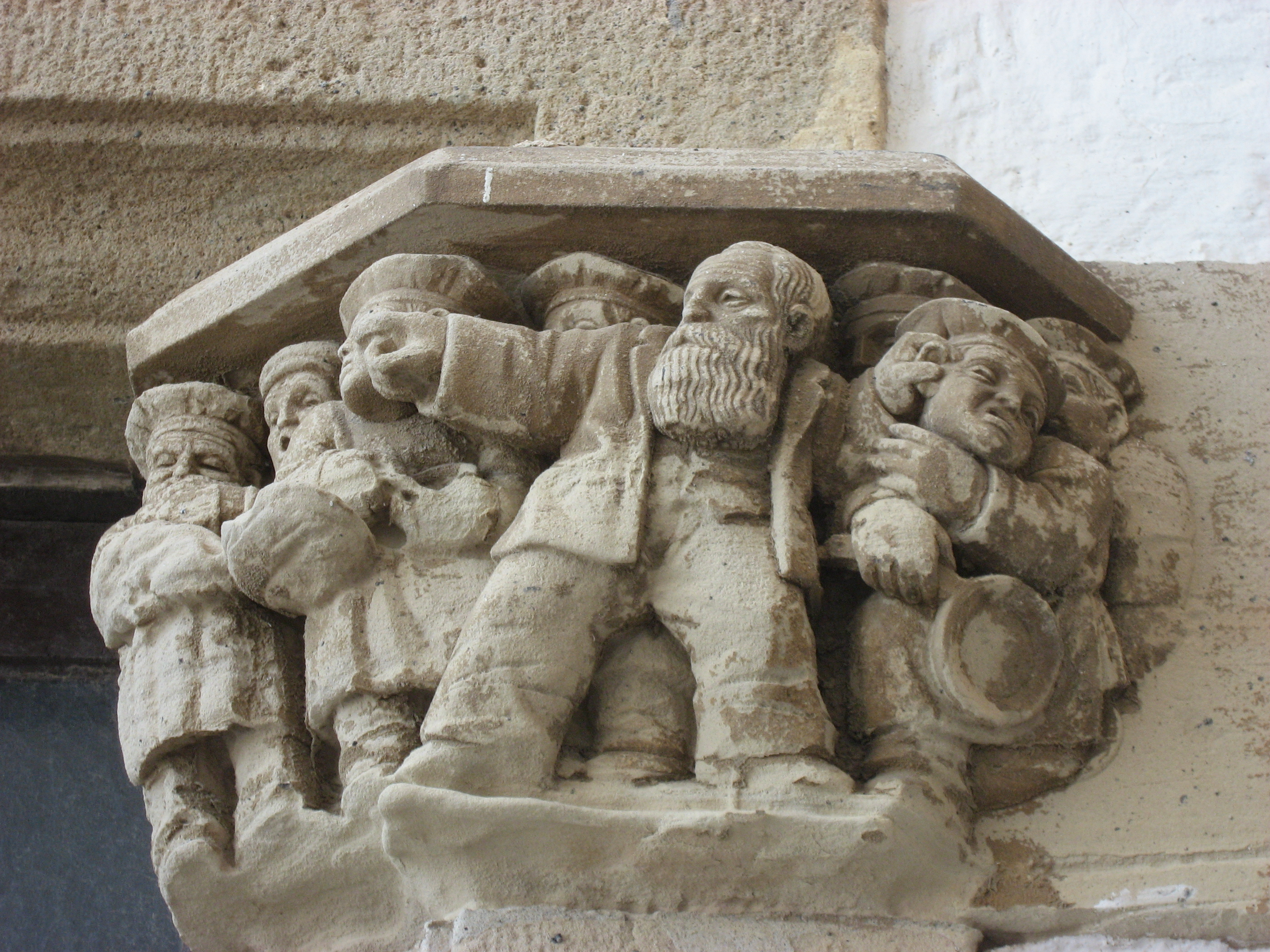
Små skulpturer på Maricel-museet

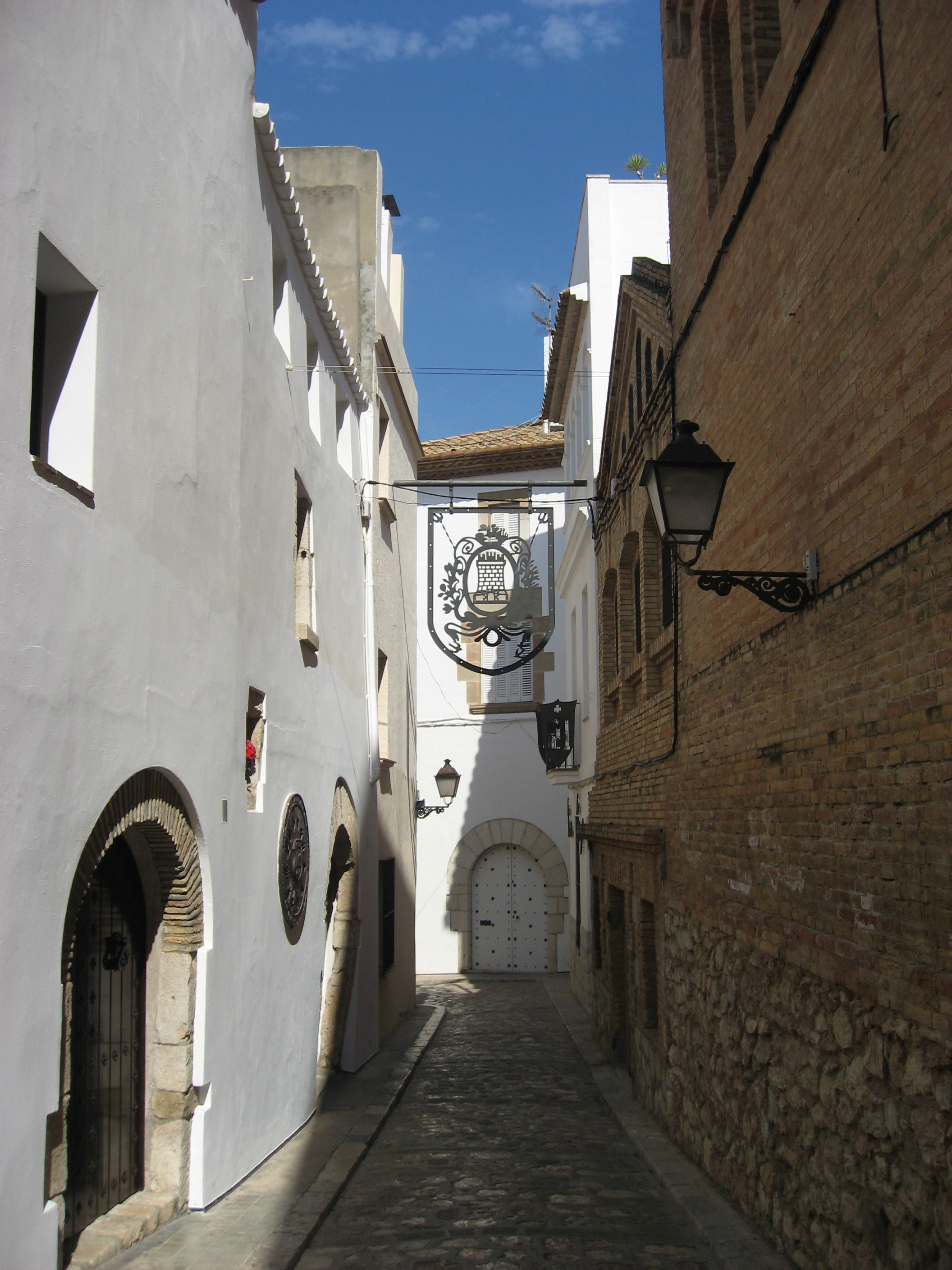
Carrer d'en Bosch, en gata i Sitges

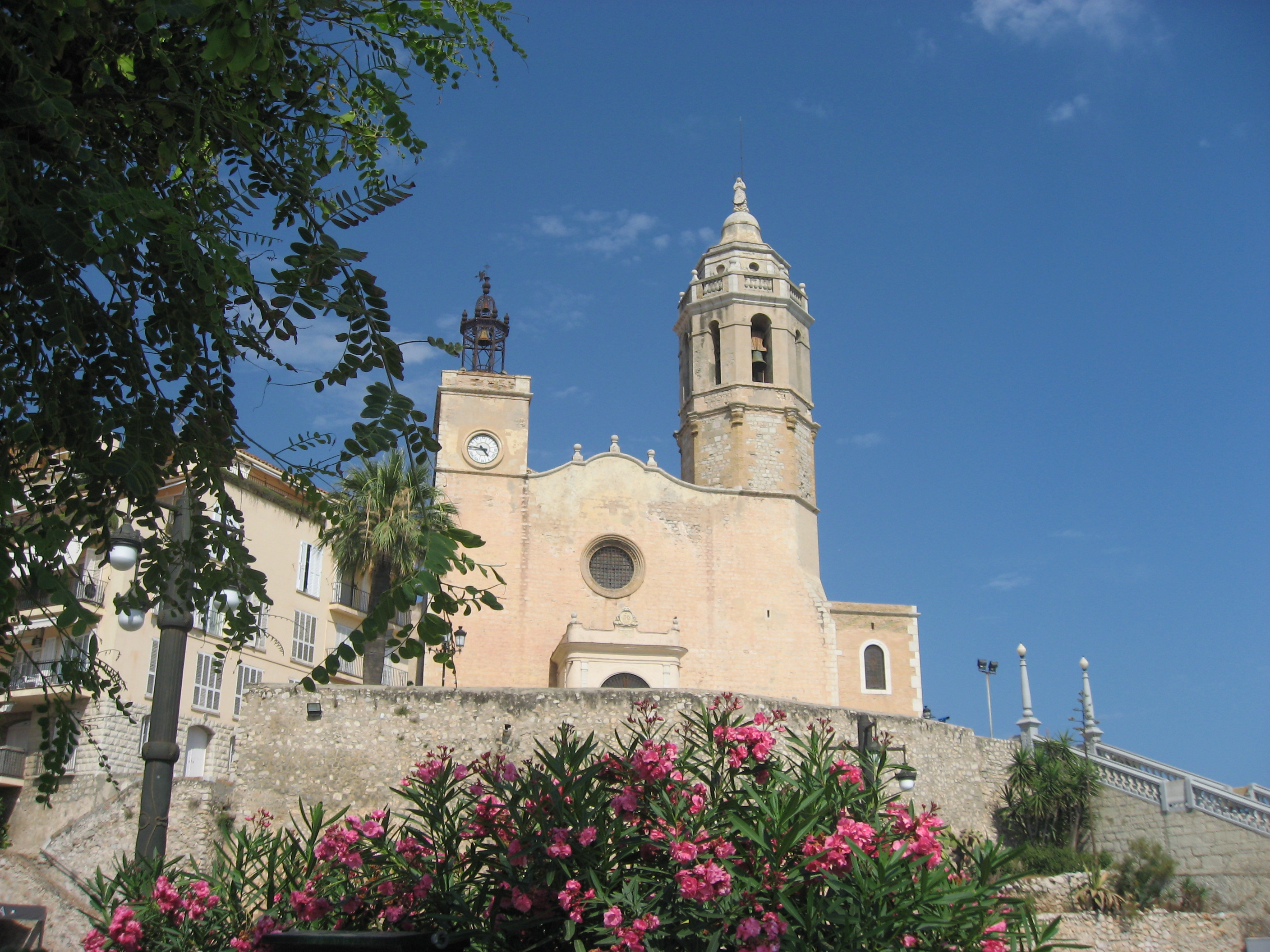
1600-talets kustkyrka Sant Bartomeu i Santa Tecla

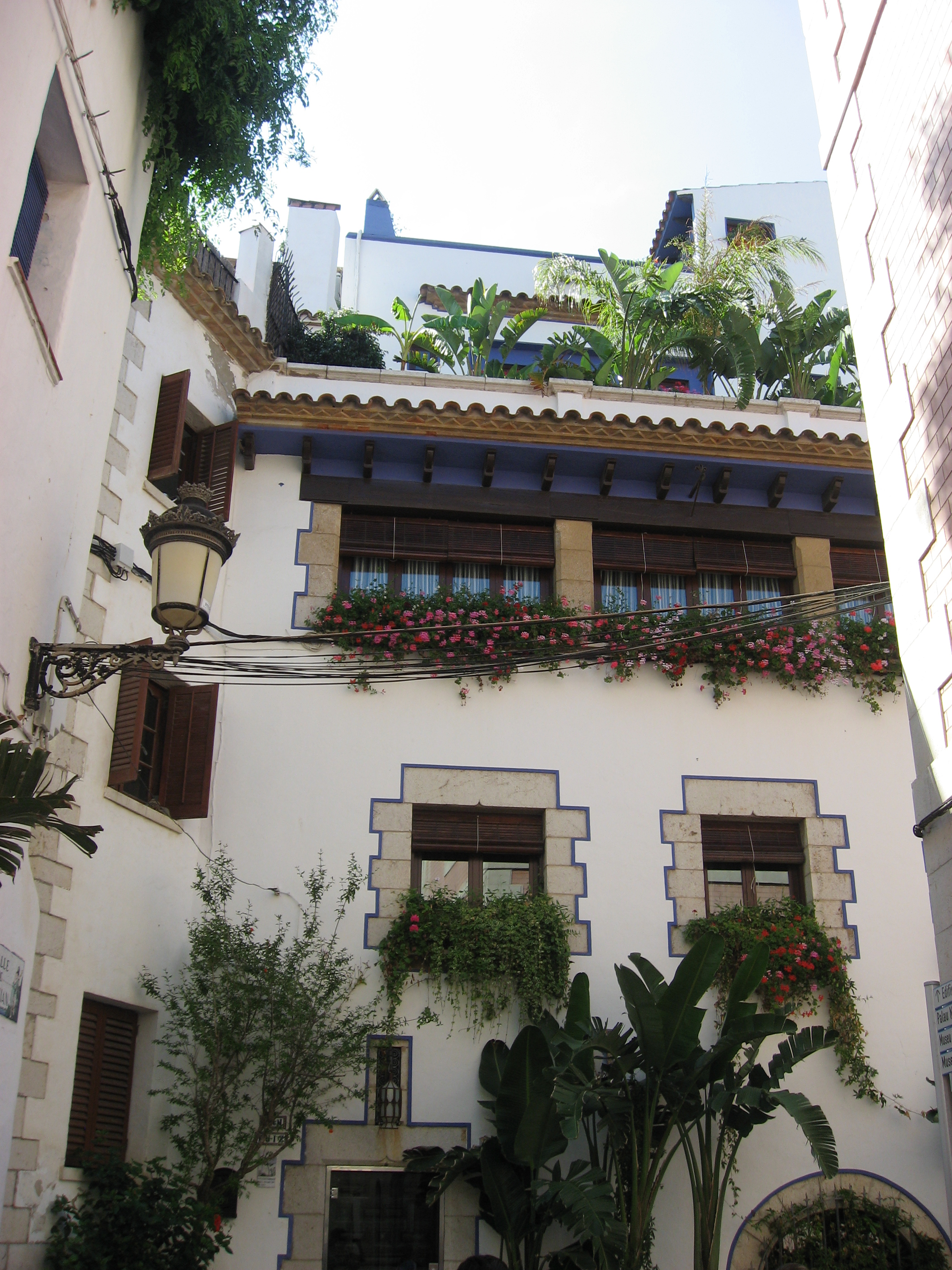
Gatan La Davallada

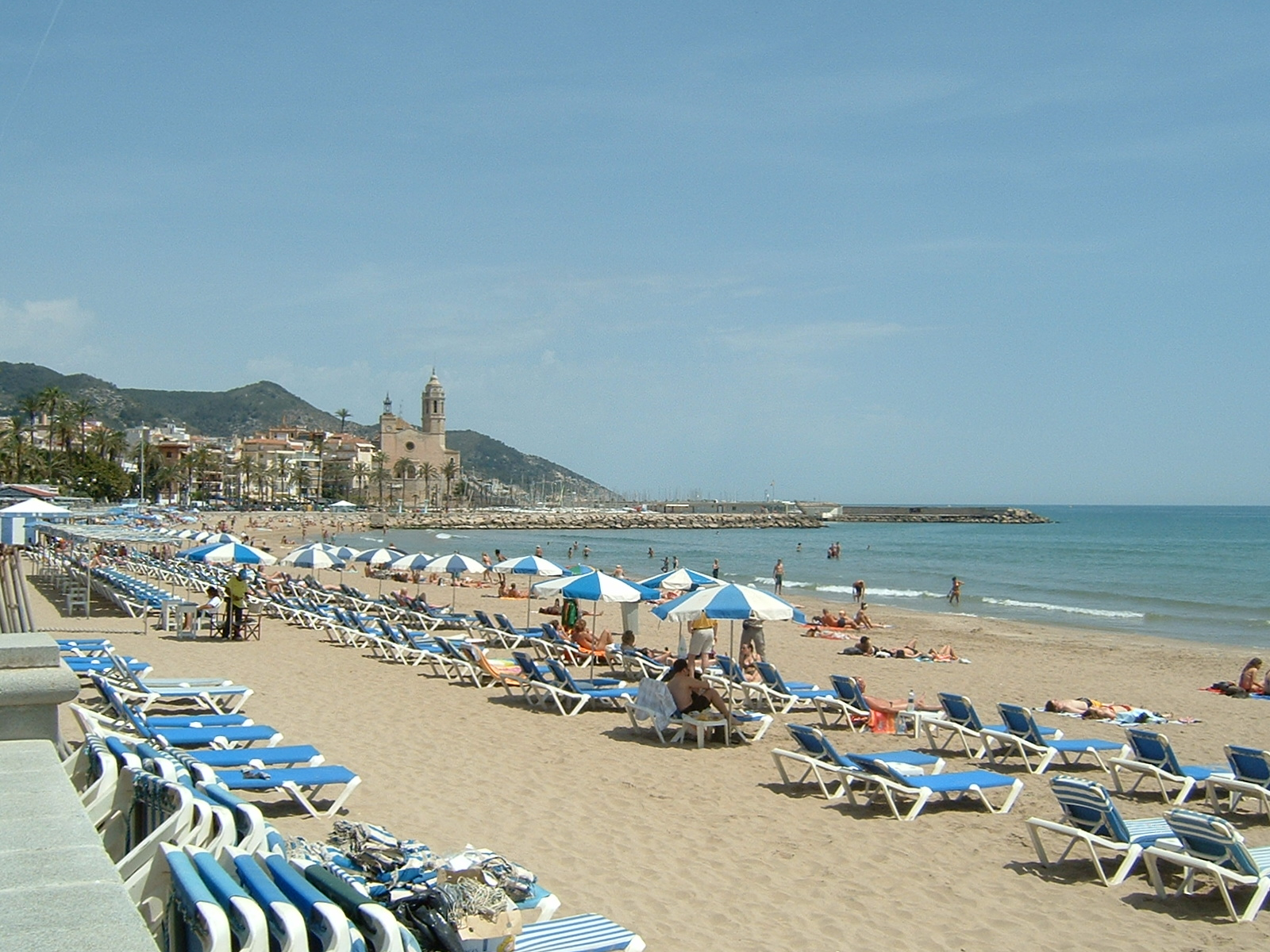
Den huvudsakliga stranden i maj, i bakgrunden kyrkan Sant Bartomeu i Santa Tecla

- Kyrkan Sant Bartomeu I Santa Tecla (1600-talet). Här finns två gotiska gravar (1317 och 1322) som tillhör en äldre kyrka som ligger på samma plats. Baptisteriet har målningar från Pere Pruna, medan högaltaret har en altarmålning från renässansen (1499).
- Cau Ferrat-museet, som tjänade som ateljé och bostad åt konstnären och författaren Santiago Rusiñol, en av de ledande figurerna i katalanska varianten av jugendstil, modernisme.
- Palau Maricel byggdes av amerikanen Charles Deering för att hysa hans konstsamling i ett försök att kopiera Cau Ferrat. År 1921 återvände Deering till USA och slottet tömdes. År 1969 återfick byggnaden sin funktion som museum när den övertog en stor privat samling av huvudsakligen medeltida konst.
- Museu Romàntic Can Llopis är ett museum tillägnat den förmögna familjen Llopis under romantikens år.

## Gastronomi
Xató är Sitges mest typiska maträtt. Den omnämnandes först i lokaltidningen Eco de Sitges den 16 februari 1896, där en middag med katalanska konstnärer beskrivs. 
Huvudingredienserna i xató är sydcikoriasallad, torsk, tonfisk, ansjovis, aubergine och svarta oliver. Kärnan utgörs av en sås, gjord med skållade chili, rostade mandlar, vitlök, olivolja, salt, vinäger och chilipeppar. Den kompletta xatómåltiden består av några olika omeletter eller fricandó (en typisk katalansk varm måltid) och till efterrätt coca de llardons (en typisk katalansk tårta, tillverkad av svål), som serveras med en flaska Penedès svart vin.
Sitges kök innehåller många av de katalanska sjömännens rätter såsom ris, Sitgesstil, stuvade sepia med potatis och allioli (katalansk vitlökssås), bull de tonyina (gjord med tonfisk), fideuada (liknar paella, men med nudlar och skaldjur) eller fylld paprika med torsk.
Malvasia är ett delikat vin som serveras i Sitges, främst till desserten. Namnet "malvasia" kommer från den peloponnesiska hamnstaden Monemvasía. I Sitges fortsätter sjukhuset Sant Joan Baptista producera och marknadsföra Malvasia enligt den traditionella metoden med egna vinstockar och egna källare. Intäkterna går till välgörenhet. Den årliga produktionen är cirka 4.000 flaskor.

## Stränder
Sitges har 17 sandstränder. Fyra av dem är i öst: den första heter Les Botigues och är belägen i början av kusten, intill stränderna i Castelldefels och de andra tre följer kusten i Garraf (C-31). En av dem är byn Garrafs strand.
Det finns elva stränder i staden och två i väster, som är svåra att komma åt.
Alla de östra och urbana stränderna har flaggor som indikerar tillståndet i havet och de flesta av dem har kvalitetsdiplom och blå flaggor tilldelas av Europeiska unionen.

## Vänorter
- Bagnères-de-Luchon (Frankrike)
- Mörtnäs (Sverige)

## Motorsport
Sitges är en del av motorsportens långa historia i Katalonien. Mellan 1908 och 1920 arrangerades evenemang på de allmänna vägarna från Sitges till Canyelles till Vilanova i la Geltrú, och från Mataro till Vilassar de Mar och Argentona. Mellan 1922 och 1923 kördes Real Moto Club de Catalunya Penya Rhin Grand Prix på en 9-milabana kring staden Vilafranca del Penedès tills den ersattes av en kortlivad racerbana, Autodromo Sitges Terramar, som fortfarande är synlig vid 41°14′18.35″N 1°46′50.20″Ö / 41.2384306°N 1.7806111°Ö. Albert Divo vann Spanska Grand Prix som hölls på "Sitges Terramar" med en bil av märket Sunbeam.